# Zarządzanie dziedzictwem archeologicznym
Zarządzanie dziedzictwem archeologicznym (ang. archaeological heritage management lub archaeological resource management) – transdycyplinarna dziedzina teorii i praktyki dotycząca sposobów wykorzystania dziedzictwa archeologicznego w taki sposób, aby uzyskać możliwie jak największą długoterminową korzyść dla obecnych pokoleń, ale z zachowaniem możliwości spełniania przez dziedzictwo archeologiczne potrzeb i aspiracji także pokoleń przyszłych.
Inaczej mówiąc zarządzanie dziedzictwa archeologicznego jest podejmowaniem decyzji w kwestii tego, co z materialnego dziedzictwa archeologicznego ludzkości zostanie zachowane oraz w jaki sposób będzie ono wykorzystywane obecnie i w przyszłości.
W Polsce zarządzanie dziedzictwem archeologicznym jest dyscypliną nową i mało znaną. Nauczane jest jako kierunek studiów podyplomowych na Uniwersytecie Poznańskim oraz jako specjalność w ramach studiów w zakresie archeologii na Uniwersytecie Kardynała Stefana Wyszyńskiego w Warszawie. Na Uniwersytecie Gdańskim na kierunku archeologia Lech Czerniak prowadzi wykład "Ochrona i zarządzanie dziedzictwem archeologicznym". W Bydgoszczy na WSG są studia podyplomowe "Zarządzanie w Archeologii". 